# Ellen Broe
Ellen Johanne Broe (* 11. Februar 1900 in Horsens, Jütland; † 24. August 1994 in Kopenhagen) war eine dänische Krankenschwester, Pflegehistorikerin, Direktorin des Bildungsdepartments des International Council of Nurses in der Florence Nightingale Foundation.

## Leben
Ellen Broe wurde als Tochter von Anna und Peter Johannes Broe geboren. Der Vater war Gefängnisseelsorger. Ellen Broe wählte den Beruf der Krankenschwester, um ihrer Leidenschaft, Reisen zu unternehmen, nachgehen zu können. Ihre Ausbildung absolvierte Ellen Broe am renommierten Bispebjerg Hospital in der dänischen Hauptstadt Kopenhagen. Sie beendete die Ausbildung 24-jährig im Jahr 1924 und unternahm anschließend Reisen nach Marokko, Paris, den Niederlanden und New York. Sie arbeitete an diesen Orten als Krankenschwester in der privaten Pflege oder auch im Krankenhaus, so beispielsweise dem Presbyterian Krankenhaus in New York. Hier erwarb sie die Zusatzqualifikation zur Gemeindekrankenschwester. Eine Erkrankung ihres Vaters führte Ellen Broe zunächst zurück nach Dänemark, wo sie 1931 auf einer Tuberkulose-Station in Kopenhagen arbeitete. Ab 1934 engagierte sie sich im Fortbildungskomitee des Dänischen Krankenpflegeverbandes (DNO) und ab 1935 in dessen Baukomitee. 1933 wurde sie Oberin im Sundby Krankenhaus in Kopenhagen und es entstand eine fruchtbare Zusammenarbeit mit dem Chefarzt und Bakteriologen Hans Christian Gram. Broe wollte ihre pflegerischen Kompetenzen gerne in den USA erweitern. Sie erhielt im Jahr 1937 ein Stipendium für ein Pflegemanagement-Studium an der Columbia-Universität in New York City. Mit dem neu erworbenen Wissen kehrte sie erneut nach Dänemark zurück und wurde Bildungsbeauftragte am Dänischen College für Krankenpflege der Aarhus Universität, das von der Rockefeller-Foundation unterstützt wurde. Hier arbeitete sie an Mindestlehrplananforderungen für Pflegestudierende. Ebenfalls in den 1940er Jahren wurde Broe Mitglied des Dänischen Florence Nightingale Komitees, 1947 studierte sie mit Unterstützung der Rockefeller Foundation an der Universität in Toronto, wo sie auch die deutsche Krankenschwester Olga von Lersner kennen lernte. Die Rockefeller Foundation finanzierte in diesem Zeitraum Studienmöglichkeiten an der Universität Toronto von Krankenschwestern weltweit. Im Jahr 1951 wurde Ellen Broe Direktorin der „Florence Nightingale International Foundation (FNIF)“ in London. Von hier aus unternahm sie weitere Reisen innerhalb Europas, so auch nach Deutschland an die neu gegründete Schwesternschule der Universität Heidelberg. Im Jahr 1962 ging Broe als Krankenpflegeberaterin des Dänischen Roten Kreuzes nach Zaire, wo sie die Mitarbeiter eines dänischen Krankenhauses in Pflege schulte.
Nach der Befreiung des Konzentrationslagers Neuengamme übernahm Ellen Broe im April und Mai 1945 die pflegerische Versorgung überlebender Häftlinge, die bis zur Kapitulation der Deutschen Wehrmacht nach Schweden gebracht wurden.
Ellen Broe war der Überzeugung, dass die Erforschung der Geschichte der Pflege sehr wichtig sei. Zudem verfocht sie die Meinung, dass mehr Pflegegeschichte in der Krankenpflegeausbildung unterrichtet werden solle. Mit dieser Meinung konnte sie sich allerdings nicht durchsetzen. Im Jahr 1941 schrieb sie das Kapitel zur Pflegegeschichte im Text- und Handbuch der Krankenpflege 1926–1927, dem ersten umfassenden Krankenpflegelehrbuch in Dänemark, das von Charlotte Munck herausgegeben wurde.
Ellen Broe verstarb am 24. August 1994 in Kopenhagen.

## Auszeichnungen
- 1982: „Honour Pro Humanitate“ des Dänischen Roten Kreuzes.
- 1985 Florence Nightingale Medaille.

## Publikationen
- Broe, Ellen J.: The Florence Nightingale International Foundation, in: The American Journal of Nursing (1953), 53, 11, S. 1345–1347.
- Broe, Ellen J. (2011): Margrethe Kruse. In: Dansk Biografiskleksikon Margrethe Kruse